# Lemnalia benayahui
Lemnalia benayahui är en korallart som beskrevs av Verseveldt 1982. Lemnalia benayahui ingår i släktet Lemnalia och familjen Nephtheidae. Inga underarter finns listade i Catalogue of Life.